# Kenguru
Kenguru je kateri koli velik vrečar iz družine Macropodidae, v katero spadajo tudi valabiji, drevesni kenguruji, valaruji, tilogali in kvoke, skupaj okrog 63 vrst. Kenguruji so endemične živali Avstralije, drevesne kenguruje pa najdemo tako v Avstraliji kot tudi na Novi Gvineji.
Izraz kenguru se občasno uporablja v širšem pomenu za vse člane družine makropodov, v glavnem pa le za tri največje makropode, tj. rdeči kenguru, vzhodni in zahodni sivi kenguru rodu Macropus. Manjše makropode imenujemo valabiji, tiste vmesne velikosti pa valaruji.
Kenguru je avstralska maskota. Upodobljen je na avstralskem grbu, na nekaterih avstralskih kovancih, in kot del simbola številnih avstralskih organizacij, npr. tudi Qantas.
Kenguruji so odlični skakalci, ki lahko skočijo do 10 metrov daleč. Razmnožujejo se počasi. Samice velikih vrst imajo redko več kakor enega mladiča, ki ga nosijo po več mesecev v vreči.

## Ime
Beseda kenguru izhaja iz gugujimitirske (jezik avstralskih domorodcev; Ethnologue: Guguyimidjir) besede gangurru, s katero poimenujejo sivega kenguruja. Ime je 4. avgusta 1770 kot »Kangooroo ali Kanguru« prvi zapisal poročnik (pozneje kapitan) James Cook na bregu reke Endeavour blizu današnjega Cooktowna (Queensland).

## Življenjska doba
V naravi kenguruji živijo od 4–13 let, v živalskih vrtovih pa tudi do 17–19 let.

## Prehranjevanje
Kenguruji se prehranjujejo od zore do mraka – razen ob hudi vročini – v krajih z redko podrastjo, kar jim omogoča prosto gibanje. Kenguruji pojedo podobno količino hrane kot ovce, vendar je bolj učinkovito prebavijo. Ovce pretvorijo v meso sedemindvajset odstotkov (%) pojedene hrane, kenguruji pa dvainpetdeset odstotkov. Raziskovalci so ugotovili, da se vsaka vrsta kengurujev prehranjuje pretežno z določeno vrsto rastlin. Rdeči veliki kenguru poje približno šestinštirideset odstotkov trave in štiriinpetdeset odstotkov dvokaličnic, saj rad smuka liste. Ob sušnih obdobjih, ko se množica dvokaličnic občutno zmanjša, se seveda omejijo in zadovoljijo z več vrstami trave.